# دويل لوسون
دويل لوسون (بالإنجليزية: Doyle Lawson)‏ هو مغني أمريكي، ولد في 20 أبريل 1944 في مقاطعة سوليفان في الولايات المتحدة.

## وصلات خارجية
- الموقع الرسمي
- دويل لوسون على موقع ميوزك برينز (الإنجليزية)
- دويل لوسون على موقع أول ميوزيك (الإنجليزية)
- دويل لوسون على موقع ديسكوغز (الإنجليزية)